# Раскол Голландской реформаторской церкви 1834 года
Церковный раскол 1834 года — обозначение церковного движения в Нидерландах в XIX веке, которое в конечном итоге привело к появлению независимых реформатских церквей наряду с Голландской реформатской церковью. Раскол 1834 года, хотя и начался с малого, оказала большое влияние на формирование реформатской конфессии в современном голландском обществе.

## Причина раскола

Происхождение различных движений в Нидерландах

История возникновения церквей в Нидерландах

### Ключевые моменты
Причины выхода из состава Голландской реформатской церкви в 1834 году были в основном обусловлены событиями в Реформатской церкви Нидерландов после 1795 года (с 1816 года — Голландская реформатская церковь):
- Реформатское вероисповедание на практике больше не действовало.
- Реформатское церковное управление (Дордрехтский церковный орден) было упразднено. Вместо этого в 1816 году был введен Генеральный регламент, предусматривавший иерархическую структуру церкви во главе с королем (Вильгельмом I).
- Проповедники, защищавшие реформатское исповедание словом и письмом, подвергались преследованиям и низложению.

### Влияние просвещенных теологов
Служители, назначенные служить Голландской реформатской церкви, проходили обучение в различных университетах, таких как Франекер и Лейден. В XVIII веке в этих университетах преподавало все больше профессоров, у которых возникали трудности с реформатскими исповеданиями веры, установленными Дордрехтским синодом 1618—1619 годов. Последний синод был созван по просьбе голландского правительства для урегулирования споров между ремонстрантами и контрремонстрантами.На синоде, в дополнение к Гейдельбергскому катехизису и Бельгийскому исповеданию веры, были учреждены Дортские каноны. В совокупности эти три конфессиональных писания получили признание как Три формы единства. Было также решено опубликовать новый голландский перевод Библии: Statenvertaling.
Около 1798 и 1813 годов Йоханнес Хендрик ван Регенбоген преподавал во Франекере и Лейдене. Этот профессор был известен своей прогрессивной теологической линией и был ярым противником Трех Форм Единства. По его словам, новые идеи библейской науки и философии достигли такой степени, что он счел себя вправе «больше не следовать примеру гордых формулировок, которые порой полностью противоречат Евангелию». Профессор считал, что его призвание — «вернуть христианскую религию в её первоначальной форме и содержании». Ван Регенбоген изначально избегал лобовой атаки на различные доктрины, с которыми у него были трудности, поскольку в своих первых книгах он был более умерен в отрицании доктрины Реформатской церкви, чем в более поздних публикациях.
Другим теологом был профессор Петрус Хофстеде де Гроот, один из главных представителей ведущей в то время теологии Гронингена. Он также считал, что Голландская реформатская церковь больше не связана классическими реформатскими исповеданиями веры. Фундаментальные доктрины этих конфессиональных писаний, такие как учение об искуплении, учение об избрании и учение о полной греховности человека, были признаны устаревшими и получили иную интерпретацию. Образ человека стал положительным и перестал быть отрицательным, как, например, Гейдельбергский катехизис на вопрос, способен ли человек жить полностью по закону Божьему, отвечает: Нет, я; ибо я по природе своей склонен ненавидеть Бога и ближнего своего (вопрос и ответ 5 HC). Теология оставалась ограниченной моралью, функцией церкви как образовательного учреждения.
Проблема формулы сторонника
Формула выдвижения кандидатур, с помощью которой кандидаты на священнические посты заявляли, что они поддерживают реформатское исповедание как «соответствующее Слову Божьему» (Библии), была скорректирована церковным советом. Это было сделано таким образом, чтобы дать возможность согласиться с реформированным исповеданием в той мере, в какой оно согласуется со Словом Божьим (Библией). Более широкое отношение к приверженности реформированным исповеданиям веры.
В 1816 году был введен Генеральный устав церкви, который должен был заменить Дордрехтский церковный устав. В положениях 1816 года существовавшая структура церкви, при которой члены высших органов управления назначались членами низших органов, была заменена системой, при которой высшие органы назначали членов низших органов. Это повлекло за собой фундаментальные изменения в церковной структуре. Члены высших органов, национального синодального собрания и провинциальных церковных советов назначались Департаментом реформатских церковных служб. Название Реформатской церкви Нидерландов было изменено на Голландскую реформатскую церковь.

## Сопротивление со стороны ортодоксальных верующих

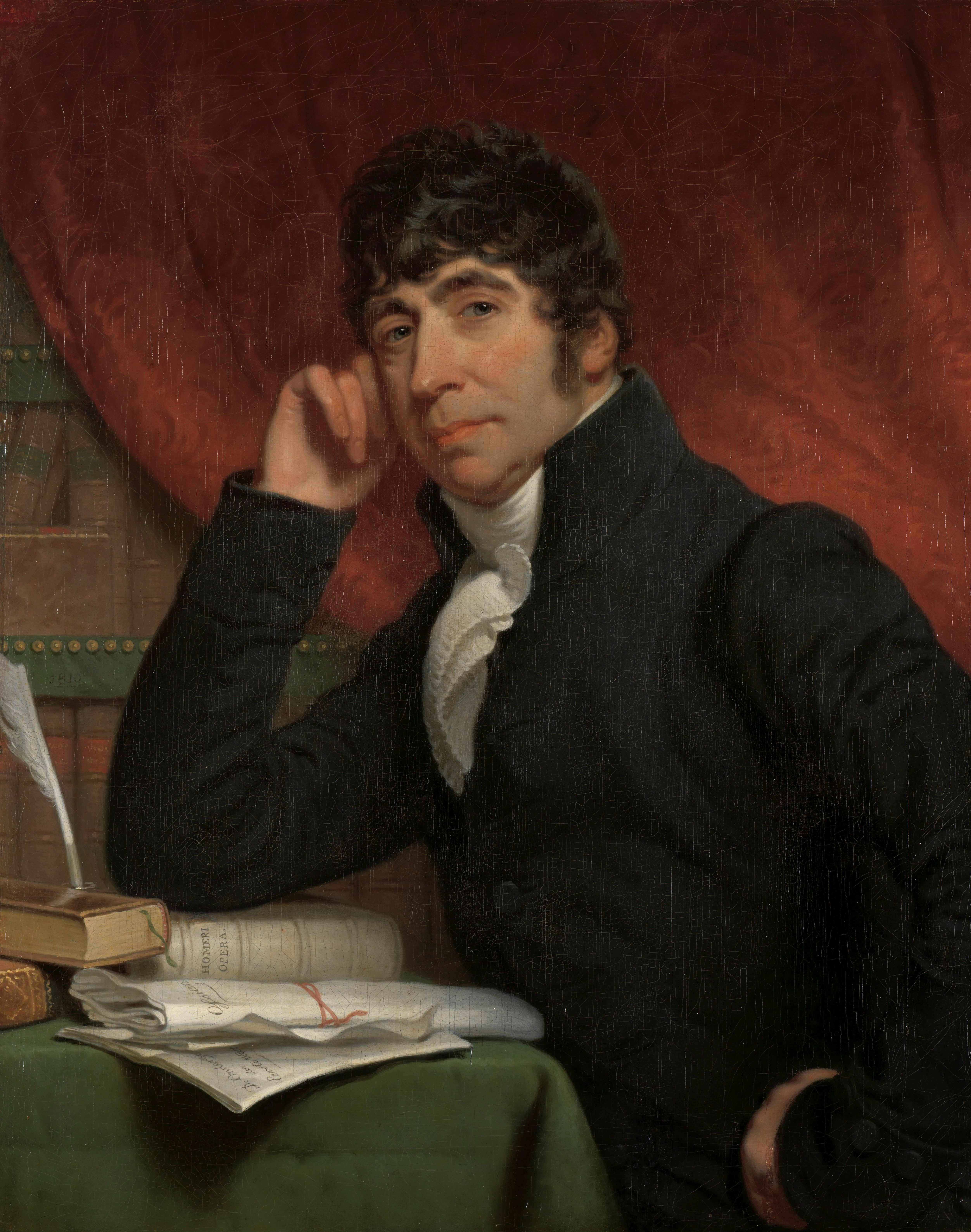
Портрет Виллема Бильдердейка, Рейксмузеум

В 1810 году была опубликована брошюра «Aan de ware Hervormden in de gemeenten van Holland» («Истинным реформаторам в конгрегациях Голландии»), написанная Виллемом Бильдердейком, в которой он описал Голландскую реформатскую церковь как «церковь, которая больше не является церковью, а беспорядочным скоплением бесчестящих Бога заблуждений». Вскоре после этого прозвучало Обращение ко всем моим собратьям-реформатам от преподобного Д. Моленаара. Последний проповедник должен был лично отвечать перед королем Вильгельмом I за свои публикации и мог уйти, пообещав впредь смягчать тон своих проповедей. В 1819 году была опубликована брошюра под названием «Eerezuil der Herinnering van de Nationale Synod» (Столб в память о Национальном синоде, состоявшемся в Дордрехте двести лет назад и основанном Николасом Шотсманом). Автором был преподобный Николас Шотсман, и появление этой брошюры вызвало бурную реакцию. Просвещенные богословы назвали брошюру «вечным столбом позора». Однако вскоре вышло второе издание, содержащее предисловие Виллема Бильдердейка, включавшее следующие строки:
Ja, Schotsman, staan wij pal. Bij Jezus' Kruis gebogen. Verachten wij den wrok van Heiden en Sofist. Wier wijsheid dwaasheid is en loos verniste logen
(Да, Шотсман, Мы правы. Склонившийся у креста Иисуса. Давайте презирать гнев язычников и софистов. Чья мудрость - глупость, а ложь пуста.)

### Общества и «старые писатели»
В то же время во многих местах формировались религиозные общества, в которые входили люди, больше не ходящие по воскресеньям в церковь, чтобы послушать просвещенных проповедников Голландской реформатской церкви, а читавшие дома книги «старых писателей» эпохи Реформации, такие как «De Redelijke Godsdienst» Вильгельмуса а Бракеля, «Keurstoffen» Бернардуса Смитегельта, «Eigents des geloofs» Александра Комри, а также книги проповедей пуританских писателей, таких как Сэмюэл Рутерфорт, Эрскины, Томас Бостон и Джон Оуэн. В этих кругах была осуществлена новая церковная реформация, которая привела к Расколу 1834 года.

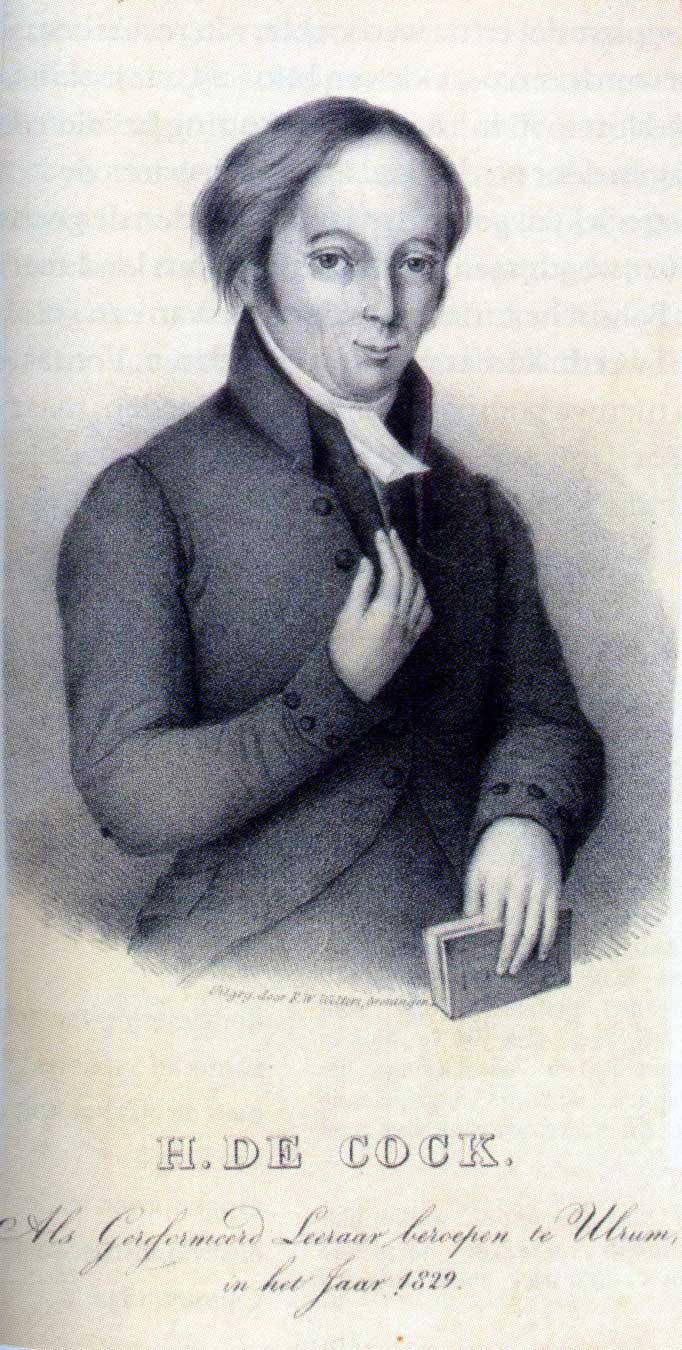
Хендрик де Кок

### Снятие с должности преподобного де Кока
В 1834 году преподобный Хендрик де Кок преследуется провинциальным церковным советом Голландской реформатской церкви из-за брошюры: Защита истинного реформатского учения и истинно реформированного, оспариваемая и разоблачаемая двумя так называемыми реформатскими учителями, или овчарня Христа, на которую нападают два волка и которую защищают де Кок. После этой брошюры преподобный де Кок был отстранен и уволен на неопределенный срок с сохранением заработной платы. Потом оказалось, что преподобный де Кок написал рекомендательное предисловие к другой брошюре «Евангельские песни проверены и взвешены и признаны слишком легковесными», привел к новому обвинению и его увольнению с поста священника. Поддержку получил от его коллеги преподобного Х. П. Шольте, после чего был составлен Акт об отделении или возвращении.

Заключение этого акта гласит:
Uit dit alles tezamen genomen is het nu duidelijk geworden, dat de Nederlandse Hervormde Kerk niet de ware, maar de valse Kerk is volgens Gods Woord en art. 29 van onze belijdenis, weshalve de ondergetekenden met dezen verklaren dat zij overeenkomstig het ambt der gelovigen (art. 28) zich afscheiden van degenen, die niet van de Kerk zijn, en dus geen gemeenschap meer willen hebben met de Nederlandse Hervormde Kerk, totdat deze terugkeert tot de waarachtige dienst des Heeren; en verklaren tevens gemeenschap te willen oefenen met alle ware Gereformeerden ledematen, en zich te willen verenigen met elke op Gods onfeilbaar Woord gegronde vergadering, aan wat plaatse God dezelve ook verenigd heeft, betuigende met deze, dat wij ons in alles houden aan onze aloude Formulieren van Enigheid: n.l. de belijdenis des Geloofs, de Heidelbergse Catechismus en de canones van de Synode van Dordrecht, gehouden in de jare 1618/1619..

### Преследование со стороны правительства
Правительство Нидерландов хотело, чтобы сепаратисты запросили признание в качестве отдельной религиозной общины, но для этого им бы пришлось отказаться от названия «реформатская». Сепаратисты этого не хотели, поскольку считали, что являются истинным продолжателем Реформатской церкви Нидерландов со времен Реформации. Однако, поскольку они не были официально признаны, они оказались в затруднительном положении. Был введен наполеоновский закон, согласно которому для собраний численностью более 20 человек требовалось разрешение. Это разрешение долгое время не давалось. Несколько предшественников сепаратистов (в том числе преподобный Х. де Кок) оказались в тюрьме. После 1845 года многие сепаратисты эмигрировали в Соединенные Штаты под руководством известных проповедников, таких как Альбертус Христиан ван Ралте и Хендрик Питер Шолте.
Кризис зарождения
Многочисленные разногласия, включая просьбу о признании со стороны правительства и отказ от названия «реформатская» в пользу собственной конфессии, привели к расколу сепаратистов на две группы: Реформатские церкви под крестом и Христианские сепаратистские конгрегации. В 1869 году эти группы вновь объединились в Христианскую реформатскую церковь.

### Дальнейшие события
В 1892 году Христианская реформатская церковь объединилась с Голландскими реформатскими церквями (Долеантие), возникшими в результате раскола 1886 года, и образовала Реформатские церкви в Нидерландах. Небольшая часть Христианской реформатской церкви не приняла участия в слиянии и продолжила свою деятельность под тем же названием. Позднее эта небольшая группа снова выросла, в основном за счет раскаявшихся членов Реформатской церкви. 1 мая 2004 года Реформатские церкви Нидерландово объединились с Голландской реформатской церковью и Евангелическо-лютеранской церковью, образовав Протестантскую церковь в Нидерландах (PKN).